# Chaim Rumkowski
Chaim Mordechai Rumkowski (Velikolukskij rajon, 27 febbraio 1877 – Auschwitz, 31 agosto 1944) è stato un imprenditore polacco di religione ebraica e attivista sionista che ricoprì il ruolo di presidente del Judenrat (consiglio ebraico) nominato dai nazisti all'interno del ghetto di Łódź.
Il suo atteggiamento di fedele collaborazione con gli invasori e l'assoluta autorità esercitata all'interno del ghetto, seppur alla ricerca della salvezza dei propri correligionari, ne fanno un discusso personaggio storico.

## Biografia
Prima dell'invasione tedesca della Polonia, Rumkowski, di origine russe, tentò senza successo la carriera degli affari e fu direttore di un orfanotrofio. Il 3 ottobre 1939 le autorità di occupazione tedesche lo nominarono presidente del Judenrat di Łódź. Anche se formalmente subordinato all'ufficiale tedesco Hans Biebow, Rumkowski esercitò un assoluto potere all'interno del ghetto e lo trasformò in un enorme complesso industriale al servizio della Germania. Convinto che la produttività ebraica avrebbe salvato le loro vite impose alla popolazione 12 ore di lavoro giornaliero in terribili condizioni producendo divise, oggetti in legno, carpenteria e materiale elettrico per la Wehrmacht tedesca. Entro il 1943 oltre il 95% della popolazione adulta era impiegato all'interno di 117 laboratori ed industrie, che come si vantò Rumkowski con il sindaco di Łódź erano "una vera miniera d'oro". In effetti a causa dell'estrema produttività il ghetto di Łódź sopravvisse più a lungo di ogni altro ghetto in Polonia.
Il 29 agosto 1944, alla liquidazione del ghetto di Łódź, Rumkowski e la sua famiglia vennero deportati nel campo di concentramento di Auschwitz dove vennero immediatamente uccisi.

## Rumkowski e l'Olocausto
Il ruolo ricoperto da Rumkowski durante le deportazioni rimane ancora oggi ampiamente dibattuto.
Alcuni storici e scrittori lo vedono come un traditore e collaborazionista dei tedeschi. Nella sua carica di presidente del Judenrat, egli mostrò sempre grande zelo e abilità organizzativa, promulgando nel tempo regolamenti sempre più dispotici. Con l'aiuto delle autorità tedesche, eliminò ogni forma di opposizione al proprio dominio pur riuscendo nel contempo ad introdurre nel ghetto un imparziale sistema di distribuzione dei viveri e delle risorse. I suoi tentativi di soddisfare perfettamente le richieste dei nazisti e di costruire un ghetto-modello gli guadagnarono definizioni del tipo "un uomo ammalato di megalomania", "re Chaim", "un vecchio settantenne, straordinariamente ambizioso e discretamente matto".
Altri autori sostengono che Rumkowski credette di poter salvare almeno una parte degli ebrei del ghetto attraverso il lavoro al servizio dei tedeschi, eseguendo puntualmente ogni ordine ricevuto. Secondo il suo modo di vedere, aiutare la deportazione di alcuni avrebbe salvato la maggioranza della popolazione. A seguito della creazione del campo di sterminio di Chełmno nel 1941, le autorità tedesche obbligarono Rumkowski ad organizzare la deportazione di una parte della popolazione del ghetto, ed egli, fallendo, cercò di convincere i tedeschi a diminuire il numero dei deportati. Nonostante questo circa 10.000 sopravvissuti devono in parte la loro salvezza a Rumkowski che ebbe successo nel ritardare la liquidazione del ghetto di Łódź, ultimo ad essere eliminato dai tedeschi.
Rimane dubbio se Rumkowski, qualora fosse sopravvissuto al conflitto, avrebbe ricevuto i ringraziamenti dei sopravvissuti piuttosto che una pena detentiva per coloro che aveva condotto docilmente alla morte.

## Il discorsoDatemi i vostri figli
Il discorso Datemi i vostri figli, esemplificativo, secondo molti, del perverso meccanismo che obbligava le stesse vittime a trasformarsi in carnefici venne pronunciato da Rumkowski il 4 settembre 1942 ed obbligò la consegna dei bambini e degli anziani per la deportazione, affinché almeno i più forti potessero sopravvivere:
(Chaim Rumkowski, testo completo del discorso in inglese)